# Open Geospatial Consortium
L'Open Geospatial Consortium (OGC) va ser creat a 1994 i agrupa (al febrer de 2009) a 372 organitzacions públiques i privades. Les arrels de l'OGC es troben a la programari font lliure GRASS i la subsegüent fundació OGF (Open GIS Foundation) fundada el 1992. La seva finalitat és la definició d'estàndards oberts i interoperables dins dels  Sistemes d'Informació Geogràfica i del World Wide Web. Persegueix acords entre les diferents empreses del sector que possibilitin la  interoperació dels seus sistemes de geoprocessament i facilitar l'intercanvi de la informació geogràfica en benefici dels usuaris. Anteriorment va ser conegut com a Open GIS Consortium. Abans de signar com a Consortium va signar com a fundació.

## Especificacions
Les especificacions més importants sorgides de l'OGC són:
- GML - Llenguatge de Marcat Geogràfic (no confondre amb Llenguatge de Marcat Generalitzat, també GML)
- KML - Keyhole Markup Language és un llenguatge de marcat basat en XML per a representar dades geogràfiques en tres dimensions.
- WFS - Web Feature Service o Servei d'entitats vectorials que proporciona la informació relativa a l'entitat emmagatzemada en una capa vectorial (cobertura) que reuneixen les característiques formulades a la consulta.
- WMS - Web Map Service o Servei de mapes en la web que produeix mapes en format imatge a la demanda per ser visualitzats per un navegador web o un client simple.
- WCS - Web Coverage Service
- CSW - Web Catalogue Service